# Jānis Līcis

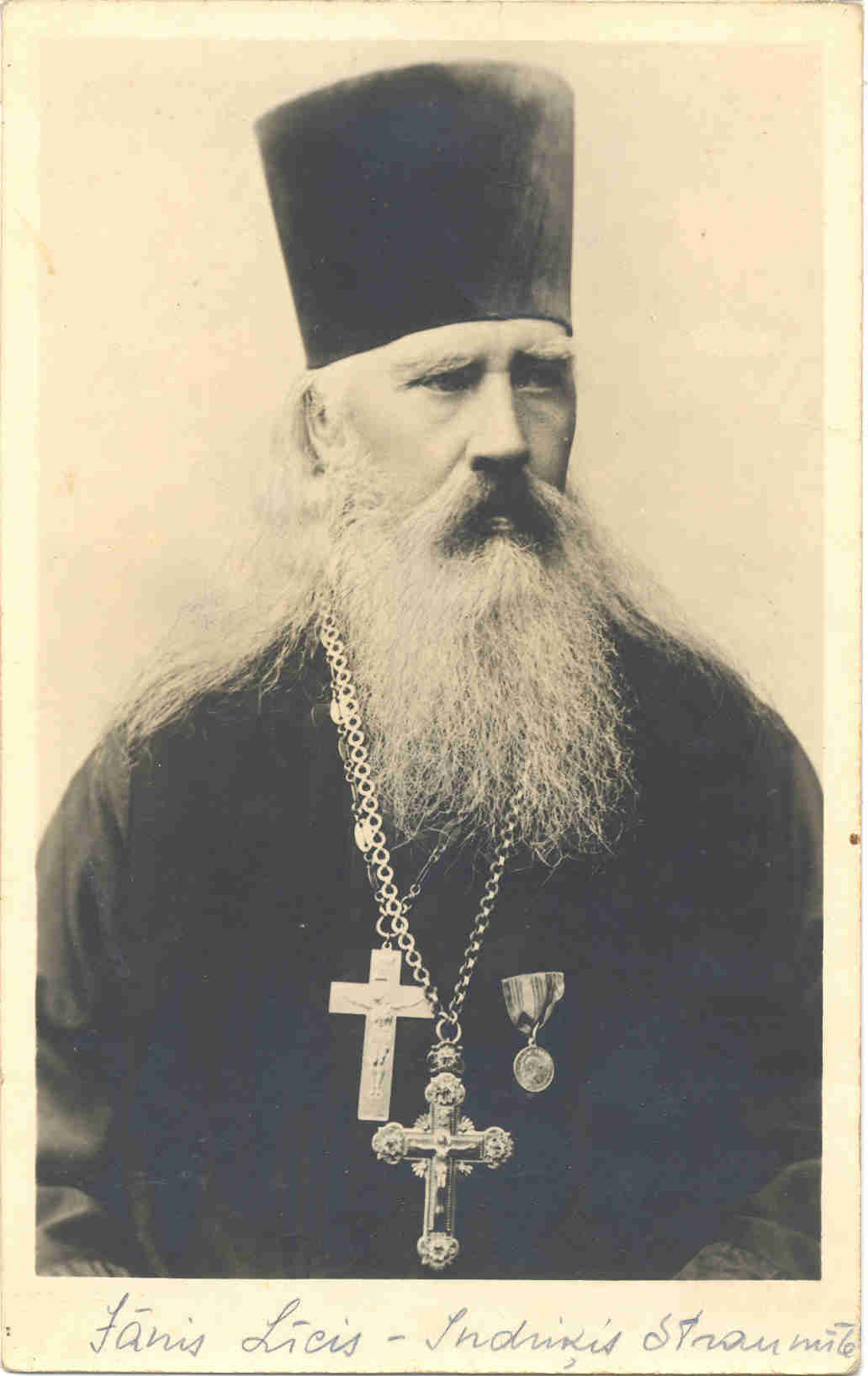
Jānis Līcis mit dem Pseudonym Indriķis Straumīte

Jānis Līcis (* 19. Juli 1832 in Bewershof, Gouvernement Livland, Russisches Kaiserreich; † 6. Septemberjul. / 19. September 1905greg. in Fistehlen, Gouvernement Livland), auch Jānis Līcītis geschrieben, eingedeutscht Jahn Lihzis oder Johann Lihzit, russisch Янис Лицис oder Янис Лацис, Pseudonyme Josts Viesulis und Indriķis Straumīte, in deutscher Schreibweise Indrik Straumit, in russischer Schreibweise Индрик Страумит oder Индрикъ Страумитъ, war ein lettischer Priester. Er gilt als orthodoxer Märtyrer.

## Eltern
Jānis Līcis’ gleichnamiger Vater war ein wohlhabender Gesindewirt, zunächst auf dem Gut Kastran im Kirchspiel Sunzel. 1836 wechselte er nach Laubern im Kirchspiel Sissegal. Im Oktober 1845 erging ein Befehl des Rigaschen Ordnungsgerichts, dass Personen aus dem Kreis Riga, die zur russisch-orthodoxen Kirche konvertieren wollten, dazu nach Riga kommen mussten. Den Übertritt in Wenden zu vollziehen, war nicht mehr erlaubt. Jānis Līcis sen. missachtete diesen Befehl. Das Ordnungsgericht veranlasste daraufhin seine Inhaftierung; er erkrankte und starb 14 Tage später im Gefängnis. Seine Frau wurde nach Protesten gegen die Behörden aus dem Gesinde entlassen und konvertierte schließlich mit ihrem Sohn von der evangelisch-lutherischen zur russisch-orthodoxen Konfession. (Während die russische Staatsmacht die orthodoxe Staatskirche förderte, protegierte der deutsch-baltische Adel die evangelische Kirche, die in Livland die Mehrheitskonfession bildete.)

## Leben

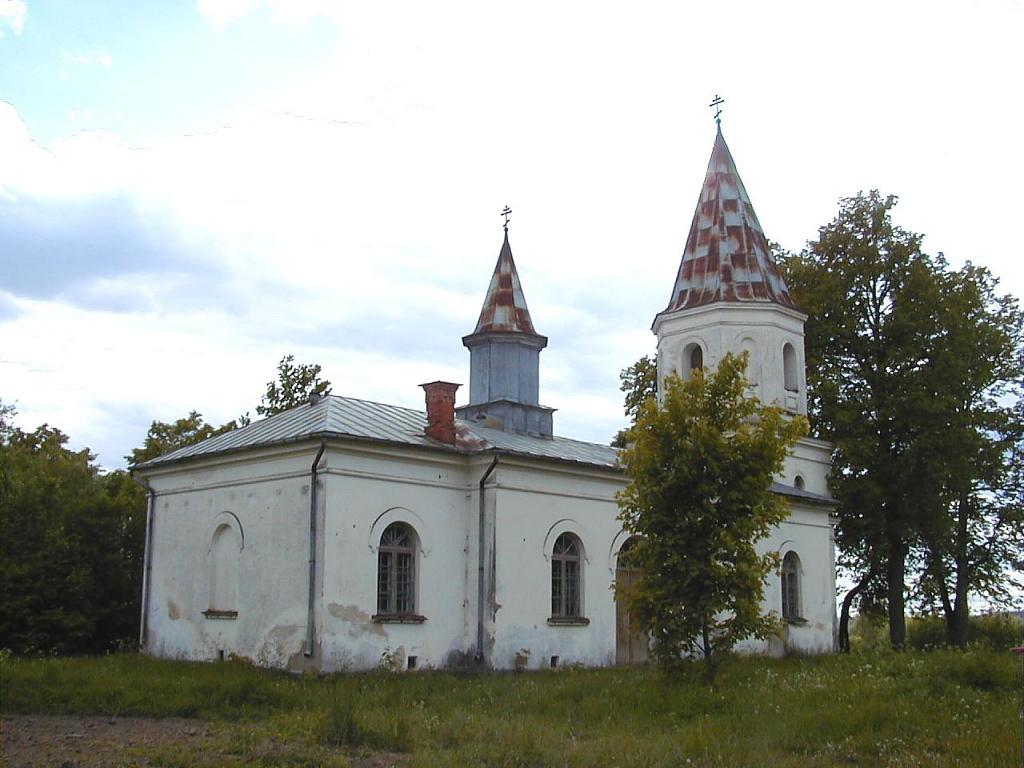
Maria-Magdalena-Kirche in Fistehlen

Jānis Līcis der Jüngere wurde nach 1854 Priester, zunächst an einer orthodoxen Notkirche in Altenwoga. Nach eigener Angabe war er einer der ersten beiden Letten, welche die orthodoxe Priesterwürde erreichten. Ab 1859 betreute er die orthodoxen Christen in Fistehlen, ab 1867 in der dort neu errichteten Maria-Magdalena-Kirche.
1868 veröffentlichte Jānis Līcis unter dem Pseudonym Indriķis Straumīte seine Autobiographie Записки православнаго латыша Индрика Страумита. (1840-1845), mit deutschem Titel Memoiren des rechtgläubigen Letten Indrik Straumit. (1840-1845), die von Juri Samarin in Prag im Verlag Типографія Дра. Э. Грегра als zweites Heft der Serie Окраины Россіи. Серія первая: Русское Балтійское поморіе. (Die russischen Grenzmarken. Erste Serie: Der russisch-baltische Küstenstrich.) herausgegeben wurde. In dieser Schrift rief Līcis dazu auf, ebenfalls zur orthodoxen Kirche zu konvertieren und damit auch die deutsch-baltische Vorherrschaft abzustreifen.

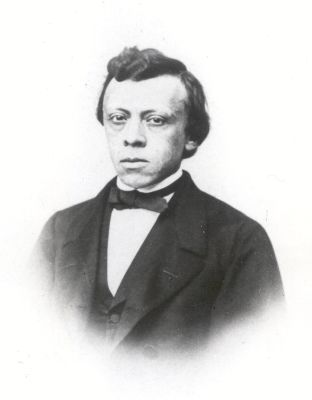
Carl Schirren

Die Memoiren ernteten heftige Kritik in deutsch-baltischen respektive evangelischen Kreisen, unter anderem von Carl Schirren in seiner Livländischen Antwort an Herrn Juri Samarin, die sich im zweiten Kapitel auf diese vom Slawophilen Samarin herausgegebene Schrift bezog. Samarin trat für die Beseitigung der Autonomie der Ostseeprovinzen und eine Anpassung an Russland ein. Es wurde auch die Behauptung laut, Samarin selbst habe die Memoiren geschrieben oder zumindest verfälscht. Neben Samarin und Schirren ging, von einem ablehnenden Standpunkt aus, auch W. von Bock auf Līcis’ Schrift ein und deckte dabei seine Identität auf (siehe Kapitel „Literatur“).
Während der Russischen Revolution von 1905, am Dienstag, dem 6. Septemberjul. / 19. September 1905greg., saß Līcis abends um 20 Uhr 30 mit seiner Familie am Tisch, als ihn durch das Fenster ein Schrotschuss in den Kopf traf. Der Attentäter hob das Rollo des Fensters hoch, um sich vom Erfolg seiner Tat zu überzeugen, und feuerte einen weiteren Schuss auf Līcis ab, der seinen Verletzungen erlag.

## Nachleben

### Unmittelbare Reaktionen
Der Fall wurde dem Untersuchungsrichter übergeben. Dieser leitete sofort entsprechende Untersuchungen ein. Der Rigasche Kreischef von Schilinsky reiste am 7. September abends in der Mordsache nach Fistehlen.

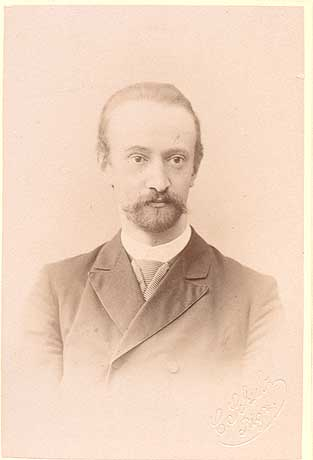
Karl Schilling

Līcis wurde auf dem Friedhof seiner Gemeinde beigesetzt. Schon am 10. Septemberjul. / 23. September 1905greg. wurde mit dem evangelischen Pastor Karl Schilling der nächste Geistliche getötet.
Für Hinweise auf die Mörder Līcis’ und Schillings setzte die Rigaer Kreispolizei am 12. Septemberjul. / 25. September 1905greg. eine Belohnung von 1000 Rubeln aus.
Am 13. Septemberjul. / 26. September 1905greg. erschien ein Kommentar in der Rigaschen Rundschau, in der Līcis und Schilling als Märtyrer bezeichnet wurden, verbunden mit dem als Trost gemeinten Hinweis, dass der Kirche aus dem Blut der Märtyrer stets gute Früchte erwachsen würden. Der Autor drückte seinen Zweifel daran aus, dass die Ermordung von Privatpersonen, die nicht die Staatsmacht verkörperten, durch das revolutionäre Streben nach Verbesserungen gerechtfertigt werden könne. Die Einsetzung Līcis’ durch patriarchale Kirchenstrukturen sei kein Argument, da die lettischen Gemeindemitglieder ja freiwillig zur orthodoxen Kirche konvertiert seien. Die evangelische Kirche Schillings wiederum sei über vier Jahrhunderte mit der Bevölkerung verwachsen, als Nachfolgerin der römisch-katholischen Kirche sogar über sieben Jahrhunderte. Die Mörder würden das Gegenteil von dem erreichen, was sie wollten; bislang wankende Kirchenmitglieder würden sich jetzt nur umso enger an ihre Kirche binden.
Noch im September 1905 besuchte der Gouverneur die lutherischen Geistlichen Rigas. Dabei sprach er über die Ermordung Līcis’ und Schillings. Stadtpropst Gaethgens drückte die Hoffnung aus, dass die Täter bald gefunden würden und die Ordnung in der Kirche wiederhergestellt würde.

### Reaktionen in der lettischen Presse
Die Rigas Awise urteilte über die Ermordung Līcis’ und Schillings:
„Wenn eine Nation ruhig Mordtaten duldet, dann kommt deren Fluch über das ganze Volk. Das ist ein Gesetz von Ewigkeitsbedeutung. Und ist das nicht ein Dulden der Mordtaten, wenn diejenigen, deren Pflicht ist, das Volk durch Schriften zu belehren, stillschweigen? Wenn diese kein Wort zur Verdammung der Bewegung, die diese Mordtaten verursacht, finden? Nein, diese sind moralisch Mitschuldige.“
Die Autorschaft Līcis’ an den Memoiren des rechtgläubigen Letten Indrik Straumit wurde zwar bereits zu seinen Lebzeiten unter anderem von W. von Bock vermutet, aber erst nach seinem Tod wirklich bekannt. Die Deenas Lapa empfahl das zu diesem Zeitpunkt in Vergessenheit geratene Werk zur Lektüre und urteilte, die Attentäter hätten wohl auf ihren Anschlag verzichtet, wenn sie das Buch und damit das Mitgefühl, das Līcis in seiner Jugend für die lettischen Bauern gehabt hat, gekannt hätten. Die Rigasche Rundschau widersprach dieser Sichtweise und betrachtete sie als geistige Brandstiftung. Das Buch sei zu Recht in Vergessenheit geraten. Auch die Düna-Zeitung wertete die Bemerkung der Deenas Lapa als taktlos.
Līcis und Schilling waren die Ersten in einer langen Reihe von Geistlichen und anderen kirchennahen Personen, die im Gefolge der Revolutionen von 1905 und 1917 getötet wurden. Die Zeitung Latwija kritisierte die „Herrenrolle“ evangelischer Pastoren, die nur auf ihren eigenen Vorteil bedacht seien, während die orthodoxen Geistlichen zu Recht als „Väterchen“ bezeichnet würden. Der Mord an Līcis wurde von der Düna-Zeitung als Gegenargument angeführt: Den Mördern sei der genannte Unterschied wohl nicht aufgefallen.

### Festnahme und Tod des mutmaßlichen Mörders
Im September 1906 wurde der Bandenführer Mikel Bitit, ein Bauer aus Weißensee, festgenommen. Der jüngere Kreischefgehilfe des Rigaschen Kreises leitete die Voruntersuchung. Ferner waren die Offiziere der 2. Eskodron des 9. Dragonerregiments anwesend. In dieser Untersuchung bekannte sich Bitit zu insgesamt sieben Morden, darunter dem an Līcis. Die übrigen Fälle waren:
- zwei Untermilitärs, von Petersohn (der jüngere Kreischefgehilfe von Kokenhusen) und Dragoneroffizier Kosljanninow, getötet im Herbst 1905 auf dem Gut Neu-Kaipen
- Kruhming, Gemeindeältester in Römershof, getötet im Winter 1905
- Kalning, Gemeindeschreiber in Jürgensberg

Bitit erklärte sich bereit, den wegen der Mittäterschaft beschuldigten Bauern Jahn Purrin aus Ledemannshof auszuliefern. Auf dem Weg zu Purrin, auf den er sich in Begleitung des Kreischefgehilfen begab, unternahm Bitit in einem Wäldchen einen Fluchtversuch, bei dem er von einem der Dragoner erschossen wurde.

### Drohbrief an einen Pastor
Ein livländischer Pastor erhielt am 25. September 1906 folgendes gedrucktes Schreiben in „offiziellem“ Sprachstil:

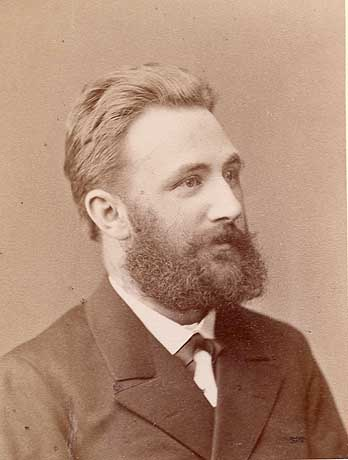
Ludwig Zimmermann

Nr. 51.
Aufforderung an den Pastor (in der Quelle zensiert) der (zensiert)en Gemeinde.
Hiermit werden Sie aufgefordert, mit der Beschimpfung von Freiheitskämpfern und unserer gefallenen Genossen aufzuhören und sofort nach Empfang dieser Bekanntmachung Ihr heiligmachendes Geschäft – die Kirche zu schließen, widrigenfalls wir gezwungen sein werden, Gewaltmittel anzuwenden. Denken sie an die Schicksale ihrer Kollegen Schilling, Lihzit und Zimmermann.
25/IX. 1906.
Die Gruppe
der Baltischen Kampfesorganisation.
Druckerei „Mescha-Brahli“
Das Schreiben war mit einem Stempel mit der Aufschrift „Latwijas Sozialdemokratiga Komiteja Widsemas Maleenas“ versehen, der Name des Pastors und seiner Gemeinde sowie das Datum waren mit roter Tinte nachträglich eingefügt worden.

### Politische Instrumentalisierung der Morde

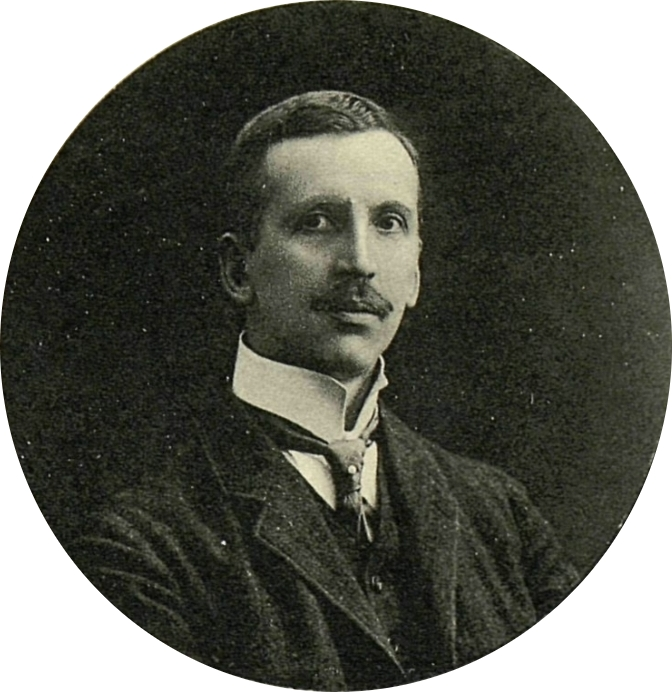
Baron Hans von Rosen

Im Mai 1909, nach der Niederschlagung der Revolution, hielt der livländische Abgeordnete Baron Hans von Rosen eine Rede vor der Duma, in welcher er die Morde an Jānis Līcis und den evangelischen Geistlichen Wilhelm Taurit, Karl Schilling, Ludwig Zimmermann, Alphons Fuchs, Julius Busch und Albert Grühn erwähnte. (Fuchs überlebte nach anderen Quellen den Anschlag trotz anfänglicher Todesmeldung.) Rosen bezeichnete die Genannten dabei als Märtyrer und sprach von der Achtung, die Līcis zu seinen Lebzeiten entgegengebracht wurde. Er betonte die Bedeutung auch der evangelischen Geistlichen als Stützen des Staates und warb für ein Ende der gesetzlichen Benachteiligung der evangelischen Kirche gegenüber der orthodoxen.
In einem Kommentar in der Rigaschen Zeitung vom 24. April 1910 wird ein Leitartikel in der Rigaer russischen Zeitschrift Rish. Westn. kritisiert, in dem die Ermordung der evangelischen Geistlichen durch Revolutionäre auf die politische Einflussnahme der evangelischen Kirche zurückgeführt wird. Die Rigasche Zeitung argumentiert gegen diese Auffassung damit, dass mit Līcis doch auch ein orthodoxer Geistlicher ermordet wurde, der sicher keine antirussische Politik betrieb.